# Astyanax lineatus
Astyanax lineatus är en fiskart som först beskrevs av Perugia, 1891.  Astyanax lineatus ingår i släktet Astyanax och familjen Characidae. Inga underarter finns listade.